# Мангаймська школа

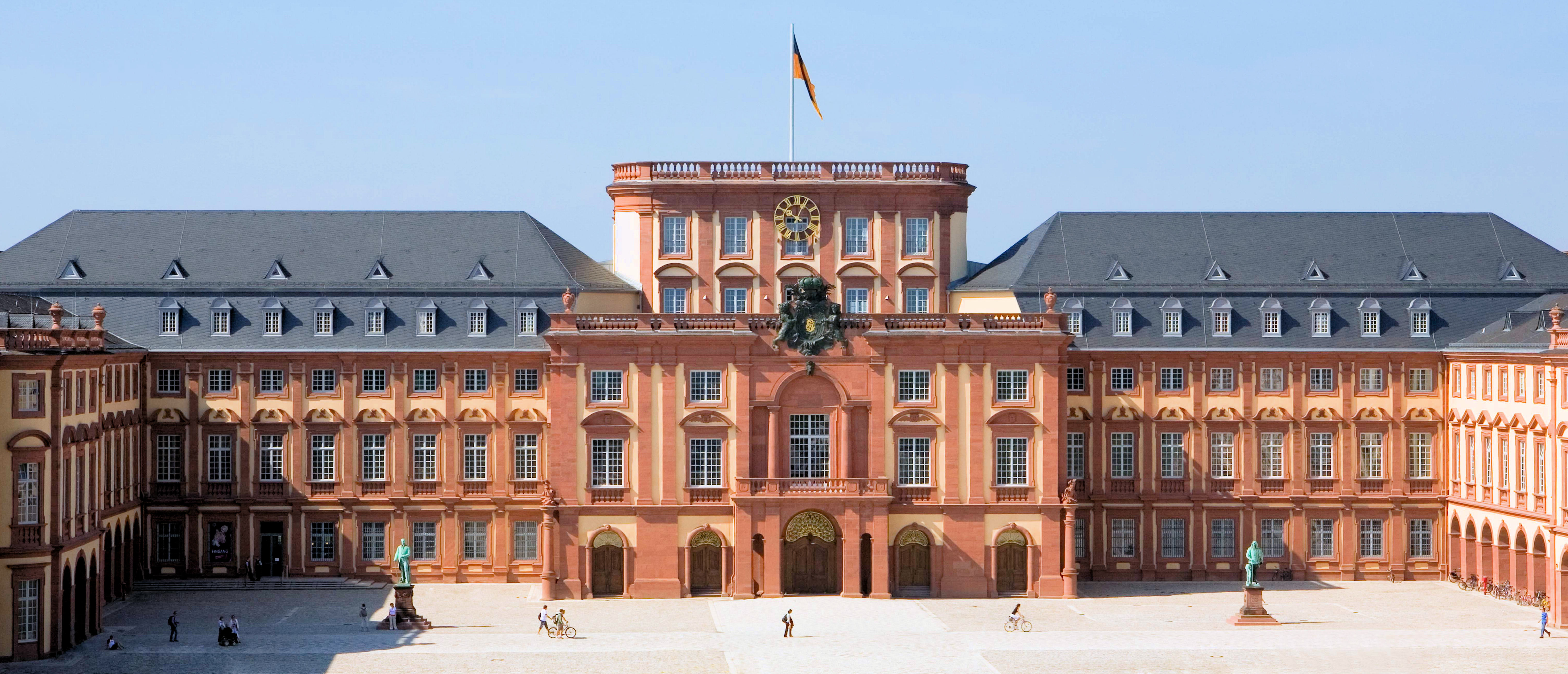
Мангаймський палац

Мангаймська школа (нім. Mannheimer Schule) — німецький творчий і виконавський напрям, що склався у XVIII столітті в Мангаймі.

## Історія оркестру

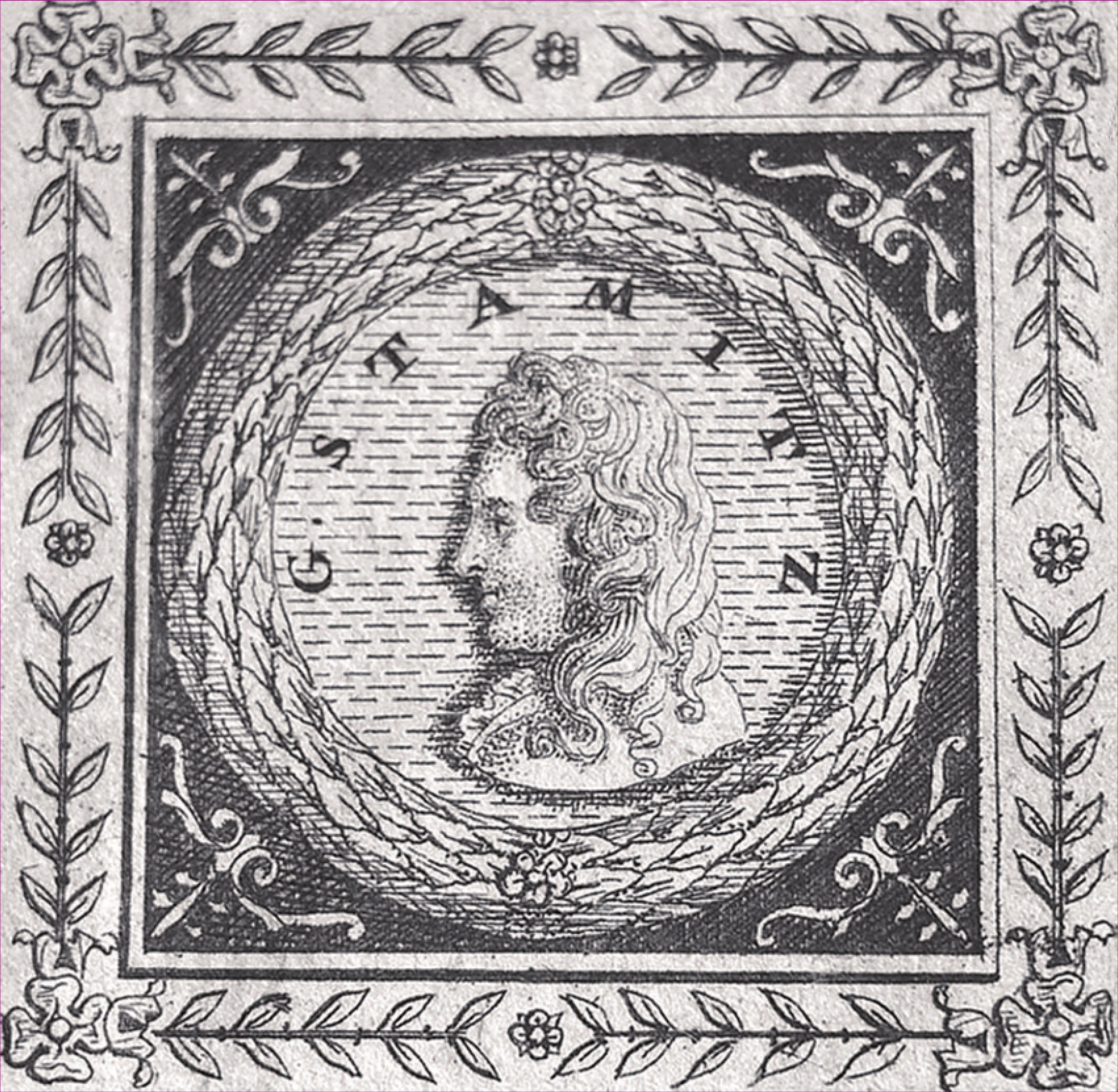
Ян Стаміц

У середині XVIII століття в придворній капелі Мангайму (що був тоді резиденцією пфальцьких курфюрстів) об'єдналися першокласні музиканти — виконавці, головно скрипалі і віолончелісти, а також композитори, які походили з Чехії і Моравії, де здавна культивувалася саме інструментальна музика. У 1745–1757 рр., під час правління курфюрста Карла IV Теодора, оркестр очолював скрипаль і композитор Ян Стаміць, чех за походженням. На формування творчого і виконавського стилю колективу справила значний вплив чеська музична культура.

## Музичні нововведення
Мангаймський оркестр для середини XVIII століття був дуже великим: до його складу увійшла розширена струнна група (30 струнних інструментів), 2 флейти, 2 гобої, кларнет, 2 фаготи, 2 труби, 4 валторни, літаври, — Стаміцу вдалося домогтись рідкісної для того часу зіграності і своєрідністю прийомів виконання, підпорядкованих завданням нової експресивності. Оркестр відрізняли невідомі раніше щонайтонші градації динамічних відтінків. Сучасники відзначали особливі «мангаймські манери»: характерне підкреслення контрастів, пристрасть до наростань (великі, тривалі crescendo) і загасань (diminuendo), від яких у слухачів захоплювало дух, а також виділення певних мелодійних оборотів, — Леопольд Моцарт, батько Вольфганга Амедея, вказував у листі до свого сина (від 11 грудня 1777 року) на одну особливість, так зване «мангаймське зітхання», схлипуюче затримання (швидше за все, мав на увазі сонату для фортепіано № 7 in C-dur K.309/284b). Мангаймська школа не менш любила застосування тремоло, сентиментальних тріолей у терціях.
Мангаймський оркестр вважали в середині XVIII століття найкращим у Європі. Д. Шубарт, автор найважливішого для музичної історіографії цього періоду джерела «Думки про музичну естетику» (1806) — оповідає: «Жоден оркестр у світі не може порівнятися з ним за виконанням. Його forte — грім, його crescendo — засліплює, diminuendo — завмирає вдалині, як дзюркотливий струмок, а його piano — віяння весни». Поза сумнівом, що розвинена динаміка — ознака нового інструментального стилю. Мангаймці «винайшли» емоційну виразність у передачі оркестрових творів. Старий «concerto grosso» — типове породження музичного бароко — суворо розподіляв силу звуку протиставленням великої і малої маси концертуючих інструментів. Динаміка мангаймського типу, заснована на широкому використанні принципу оркестрового crescendo, на виразному посиленні мелодично-гармонічного стилю, дала можливість різноманітним драматичним наростанням.
Мангаймська виконавська манера за загальним напрямом тяжіла до сентименталізму — її виразні засоби підкреслювали чутливо-патетичний фундамент в інструментальній музиці; в той же час в ній проявилися і стильові тенденції рококо.
Німецький історик музики Гуго Ріман свого часу довів, що мангаймці зіграли важливу роль у формуванні камерного ансамблю на шляху до віденської класичної школи, і саме мангаймська симфонія стала фундаментом для симфонічної музики Й. Гайдна, В. А. Моцарта і Л. Бетховена. Але ні Моцарт, ні Гайдн не розвинули повністю цього нового прийому у своїх композиціях. В їх симфоніях ще панує різка світлотінь старого італійського оркестрового концерту. Наступником «мангаймської школи» можна назвати тільки Бетховена. В даний час історики заперечують ці погляди Рімана. Так чи інакше, на рубежі XVIII–XIX століть школу Яна Стаміца заступили досягнення віденських класиків.

## Творчість
Коли в середині XVIII століття склади оркестрів були ще, як правило, випадковими і композиторська творчість знаходилася в прямій залежності від наявного складу оркестру, найчастіше струнного, іноді з невеликою кількістю духових, — капела Карла Теодора створювала для мангаймських композиторів найкращі умови. Чарльз Берні, майбутній автор «Загальної історії музики», відвідавши в 1772 році Мангайм, порівняв придворний оркестр Карла Теодора з армією, що складається з генералів, «однаково здатних як скласти план битви, так і хоробро боротися з ворогом». Серед численних авторів мангаймських симфоній (і одночасно учасників оркестру) виділяються Ф. К. Ріхтер, А. Фільц, що належали вже до другого покоління мангаймців, Крістіан Каннабіх, очолив оркестр після смерті Стаміца в 1757 році, Дж. Тоескі, Ф. Бек, І. Френцль, І. Гольцбауер, Ф. Ріхтер і сини Стаміца Карл і Антон.
Вплив мангаймського симфонічного стилю був дуже значний не лише у межах Німеччини. Симфонії мангаймців широко виконувалися і видавалися в Парижі; твори Ф. К. Ріхтера були опубліковані у Франції вже в 1744 році, а в 1745-му Париж відвідав сам Я. Стаміц. Досвід мангаймців був використаний багатьма французькими композиторами, в тому числі Ф. А. Госсеком. Хоча загальне визнання прийшло до Я. Стаміца і його послідовників не відразу: прихильники старої поліфонії, від якої мангаймці відмовилися, бачили в їх нововведеннях «більше комізму, ніж серйозності».
У своїй творчості мангаймці узагальнили характерні тенденції, які намітилися в різних творчих напрямах, що ведуть до симфонізму: спираючись, з одного боку, на італійську скрипкову сонату і тріо-сонату, оркестрову сюїту, з іншої — на введений Алессандро Скарлатті ще в XVII столітті неаполітанський, 3-частинний тип увертюри (алегро, адажіо, алегро), мангаймські композитори виробили самостійний оркестровий твір, 4-частинний симфонічний цикл (allegro, andante, менует, фінал), з характерним для кожної частини тематичним виглядом, з відкристалізованими темами-образами («симфонією» в той час називалася італійська оперна увертюра, яка ще не цілком відокремилася від опери, але вже виконувалася самостійно в концертах). Створюючи своє трактування циклу, мангаймська школа підготувала класичну симфонію, визначивши художню функцію кожної з її 4 частин (цьому і служили багато з тих прийомів, які отримали назву «мангаймські манери»). «Саме тут Стаміц, натхненний творами Йомеллі, — стверджував Бьорні, — вперше вийшов за рамки звичайних оперних увертюр…були випробувані усі ефекти, які може робити така маса звуків. Тут народилися крещендо і дімінуендо, а піано, яке раніше вживалося головним чином як відлуння та зазвичай було його синонімом, і форте були визнані музичними фарбами, що мають свої відтінки…».
Симфонічні твори мангаймців, що увібрали в себе риси різних вже існуючих музичних жанрів і форм, утворили нову єдність і були побудовані за одним типом, мали загальні для всіх закономірності. Перша частина відкривалася рішучими і повнозвучними акордами; надалі дві різнохарактерні теми, змінюючи одна іншу, видозмінювалися, і в кінці частини друга за характером і настроєм тема зближувалася з першою. Друга частина, повільна, лірична була своєрідною арією для оркестру. З третьою частиною — витонченим менуетом — контрастував запальний фінал.